# Wire to Wire
Wire to Wire (engl. für Draht um Draht) ist ein Lied der englisch-schwedischen Indie-Rock-Band Razorlight. Es erschien in Deutschland am 3. November 2008 auf dem Studioalbum Slipway Fires bei Mercury Records. Höchste Chartplatzierungen waren in Deutschland und in Österreich der dritte Platz, in der Schweiz der achte Platz und in Großbritannien der fünfte.

## Inhalt
Die Handlung des Liedes ist geprägt von der Liebe zweier Personen, die sich uneingeschränkt und immer lieben sollen. Dazu wird zuallererst nach einer Definition für Liebe gesucht („What is love but the strangest of feelings?“), danach arbeitet der Autor negative Aspekte der Liebe heraus („A sin you swallow for the rest of your life.“), was Zuhörer die schlechten Seiten der Liebe erkennen lässt. Im weiteren Verlauf werden Fragen und Forderungen gestellt, die Zweifel an der Liebe ausdrücken und die sich kritisch mit dieser auseinandersetzen („How do you love with the fate full of rust?“). Darauf wird beschrieben, dass Liebe langweilig wird, wenn man nur noch aneinander vorbei lebt und man deshalb dorthin gehen soll, wo einen die Leidenschaft mitreißt („We go where the wild blood flows.“). Schlussendlich stellt der Autor des Textes durch Gegensätze eine Gesamtaussage dar, die vermittelt, dass es durchaus nicht nur positive Aspekte der Liebe gibt, doch man trotz allem ohne jene nicht leben kann.

## Musikuntermalung
Musikalisch orientiert sich das Lied weniger an typischen Razorlight-Titeln, sondern durch eine reduzierte Instrumentierung wird eine bessere Konzentration auf den Text ermöglicht und die Thematik, welche der Song behandelt, wird verdeutlicht. Ein Exponat, also eine besondere Hervorhebung des Pianos und ein mehrstimmig gesungener Refrain erinnern kaum mehr an den gewohnten Razorlight-Stil, sondern ähneln viel mehr einem Gospelsong.

## Rezeption
Während das die Single enthaltende Album im Großen und Ganzen besonders negative Kritik erhielt, zählt Wire to Wire laut Andreas Bättig von laut.de „zu den wenigen Perlen auf ‚Slipway Fires‘ [...]“. Vielmals wurde es neben der zweiten Singleauskopplung Hostage Of Love als Highlight des Albums hervorgehoben. Es wurde sogar als „[e]ine der schönsten Balladen, die Borrell je geschrieben hat“, die „alles hat, was ein Popsong braucht“, bezeichnet und somit äußerst gut rezipiert.